# Wolfgang Meckelburg
Wolfgang Meckelburg (* 25. August 1949 in Hilden) ist ein deutscher Politiker (CDU).

## Leben und Beruf
Nach dem Abitur 1968 absolvierte Meckelburg ein Studium der Germanistik und Anglistik an der Ruhr-Universität Bochum, welches er 1973 mit dem ersten Staatsexamen für das Lehramt an Gymnasien beendete. Nach dem Referendariat legte er 1977 auch das zweite Staatsexamen ab und war seitdem als Lehrer, zuletzt als Oberstudienrat am Albert-Schweitzer-Gymnasium in Marl, tätig.
Wolfgang Meckelburg ist seit 1981 verheiratet.

## Partei
Meckelburg trat 1973 in die CDU und die Junge Union (JU) ein und war von 1977 bis 1982 Vorsitzender des JU-Kreisverbandes Gelsenkirchen. Er gehörte seit 1986 dem Vorstand des CDU-Bezirksverbandes Ruhr an, ab 1987 als Vorsitzender des CDU-Kreisverbandes Gelsenkirchen. 2009 schied er aus beiden Ämtern aus und wurde zum Ehrenvorsitzenden des CDU-Kreisverbandes gewählt.

## Abgeordneter
Meckelburg gehörte von 1975 bis 1991 dem Rat der Stadt Gelsenkirchen und von 1984 bis 1990 auch der Landschaftsversammlung Westfalen-Lippe an.
Dem Bundestag gehörte Meckelburg erstmals von 1990 bis 1994 an. Am 2. Mai 1995 rückte er für die zur Wehrbeauftragten gewählte Claire Marienfeld erneut in den Bundestag nach. Hier war er von 1998 bis 2002 Obmann der CDU/CSU-Bundestagsfraktion im Ausschuss für Arbeit und Sozialordnung. 
Bei der Bundestagswahl 2009 konnte er kein Mandat erringen.
Wolfgang Meckelburg ist stets über die Landesliste Nordrhein-Westfalen in den Bundestag eingezogen.